# 성녀 베로니카
베로니카는 1세기 팔레스타인에서 골고타 언덕으로 십자가를 지고 가는 예수의 얼굴에서 흘러내리는 피땀을 자신의 수건으로 닦아주었다고 전해지는 예루살렘의 어느 한 여인이다. 기독교의 성녀로, 축일은 7월 12일이다. 중세 유럽 때 그녀의 이름을 그리스어로 ‘승리를 가져오는 자’라는 뜻의 베레니케와 연관시켰다. 미술 작품에서의 그녀는 예수의 얼굴이 새겨진 베일을 들고 펼쳐 보이는 슬픔에 젖은 여인으로 묘사된다. 옷장 일꾼과 청소부·포목상인·사진가·자수를 놓는 사람의 수호 성녀이다.

## 행적
대중적인 전설에 따라 사람들은 그리스도의 얼굴이 새겨진 수건을 들고 있는 이 여인이 골고타 언덕으로 십자가를 지고 가는 예수를 뒤따라 간 여인들 중 하나라고 여기게 되었다. 그녀는 예수의 얼굴을 닦아 주었으며 그 순간 기적이 일어나 예수의 얼굴 모습이 수건에 남았다. 이것이 나중에 성 베로니카의 베일 또는 수의로 알려지게 되었다. 이 베일은 8세기 이후 로마의 성 베드로 대성당에 보관되었으며 14세기와 15세기에 특히 많은 이들이 경의를 표하게 되면서 베로니카에 대한 공경과 대중적인 인기 역시 크게 늘어났다. 그러나 이 신앙심 깊은 여인이 누구인지는 알 수 없다. 베로니카는 복음서의 내용을 그린 성화에 자주 등장했으며, 특히 예수의 수난 장면에서 자주 볼 수 있다. 복음서에는 전혀 언급되지 않은 베로니카라는 이름은 라틴어로 ‘베라 이콘(vera-icon)’, 즉 참 모습에서 유래한 것으로 보인다. 따라서 베로니카에 대한 전설은 그녀의 이름에서 추정하여 발전했다고 할 수 있다. 그럼에도 불구하고 베로니카를 복음서에 나오는 여인의 한 사람으로 규명하려는 오랜 노력이 있었으며 특히 외경인 니고데모 복음서를 바탕으로 오랫동안 혈루증으로 고생하다가 예수의 옷깃을 만져 치유된 복음서의 여인이라는 의견이 제시되었다.

## 같이 보기
- 예수 관련 성유물